# Inter City Firm
Inter City Firm (ICF) — хулиганская футбольная группировка, основанная болельщиками футбольного клуба Вест Хэм Юнайтед в конце 1970-х годов.
Группировка преимущественно состояла из неблагополучных слоёв населения восточного района Лондона Ист Энда. Одним из организаторов считается Кэррол «Касс» Пеннант, чернокожий выходец из Ямайки. Своё название группировка взяла из названия железнодорожного сообщения Англии. Основной костяк фирмы был из также не менее знаменитой группировки «Отряд смертников Милли Энда». Участники группировки катались по всей Англии, поддерживая «Вест Хэм» и вступая в силовые столкновения со всеми представителями других футбольных клубов.
Конец 1960-х — середина 1980-х считаются пиком футбольного хулиганства в Англии. Принимаемые кабинетом Маргарет Тэтчер меры не приводили к желаемому результату. Ходить на футбол стало опасным действием. После каждого матча все газеты пестрили заголовками о том или ином побоище. Известный футболист «Тоттенхэм Хотспур» и сборной Англии Гленн Ходдл вспоминает матч против «Вест Хэма» на Аптон Парк:

Во время матча я видел что наши фанаты сидели практически вперемешку с «молотками». Меня удивило — почему полиция не разъединила их. Неоднократно я видел, как возникали стычки между болельщиками. После забитого нами гола на трибунах одна за одной вспыхивали драки, после чего они переросли в битву, и судья был вынужден остановить игру.

В фильме «Восхождение „Пехотинца“» и документальном фильме Би-би-си об ИСФ показан именно этот матч.
Именно представители ИСФ после очередных драк оставляли карточки — «визитки», приблизительный текст которой в переводе на русский означал «Поздравляем! Вы имели дело с Интер Сити Фирмс». Именно такая визитка была оставлена на трупе убитого болельщика «Арсенала» в 1982 году.
ИСФ имело строгую иерархию; разведку — так называемых «скаутов», задача которых была составление полной картины о сопернике, место его сбора, в каком пабе, состав и лидеров; контрразведку — лиц, отвечающих за безопасность главарей, вычисление сотрудников полиции, журналистов и «скаутов» других клубов. Примерный состав ИСФ более 1000 человек. Основными врагами были и есть фанаты «Миллуол» и «Бирмингем Сити» не менее знаменитая «Воины Зулу» (Zulu warriors). Членов ИСФ многие называют законодателями моды в футболе. Именно они одними из первых перестали носить клубные цвета, и взяли на вооружение стиль «кэжал» (casual), полиции стало труднее с ними бороться.

## СМИ, книги и кино о ИСФ
Ни одна из футбольных группировок не имела такого успеха как Интер Сити Фирмс. В 1985 году ВВС сняло документальный фильм об ИСФ, взяв интервью у лидеров и самого Касса Пеннанта, который к тому времени уже был самой легендарной околофутбольной личностью, отбыв наказание в тюрьме 3 года. Англию потрясло увиденное. Многие стали требовать от Тэтчер наведения порядка. Громом среди ясного неба стали события на стадионе «Эйзель» во время матча «Ювентус» — «Ливерпуль», итог — 39 погибших итальянца. Как ни парадоксально, но именно болельщики Ливерпуля всегда считались в Англии самыми дисциплинированными.
В конце 1980-х годов на экраны вышел фильм «Фирма». В самом фильме мало упоминается об ИСФ, но все прекрасно понимают, что фильм именно об ИСФ, главного футбольного хулигана сыграл Гэри Олдмен.
Известный английский писатель в области околофутбольных тем Дуги Бримсон в своих книгах «Убийцы футбола» и «Фанаты», отводит главы посвящённые футбольным группировкам и ИСФ соответственно. Именно Бримсон — автор сценария фильма «Хулиганы Зелёной улицы», вышедшего в 2005 году.
Сам Пеннант написал книгу Top Boys, где описывает историю Интер Сити Фирмс.
Фильм «Восхождение „Пехотинца“» рассказывает о том, как один из лидеров ИСФ после спада хулиганского движения становится криминальным авторитетом.
Актёр Дэнни Дайер, сыгравший главную роль в культовом среди футбольных хулиганов фильме «Фабрика футбола» и, получив тем самым пропуск в тайны мира футбольных хулиганов в проекте «Дискавери», снял целый сериал об английский фанатах, отведя и роль ИСФ и интервью с Кассом Пеннантом.

### Фильмы об ИСФ
- «Касс»
- «Фирма»
- «Хулиганы зелёной улицы»
- «Хулиганы зелёной улицы 2»
- «Хулиганы зелёной улицы 3»
- «Восхождение „Пехотинца“»
- Документальный фильм Би-би-си «Хулиганы»

### Книги об ИСФ
- «Фанаты», Дуги Бримсон
- «Убийцы футбола», Дуги Бримсон
- «Топ Бойз», Касс Пеннант